# مفقود (فلم 2023)
مفقود (بالإنجليزية: Missing) هو فيلم أمريكي من أفلام الإثارة والغموض على شاشة الكمبيوتر من تأليف وإخراج نيك جونسون وويل ميريك و من قصة سيف أوهانيان وأنيش تشاجانتي، وهو تكملة مستقلة لفيلم البحث لعام 2018. الفيلم من بطولة ستورم ريد، جواكيم دي ألميدا، كين ليونج، إيمي لانديكر، دانييل هيني، ونيا لونج. تدور قصة الفيلم حول فتاة مراهقة تُدعى جون تستخدم تقنيات مختلفة للعثور على والدتها، بعد أن تختفي في إجازة في كولومبيا مع صديقها الجديد آنذاك.
من المقرر إصداره في الولايات المتحدة في 23 فبراير 2023 بواسطة سوني بيكتشرز ريليزنق.

## القصة
عندما تختفي والدتها أثناء إجازتها في كولومبيا مع صديقها الجديد، يتعطل بحث جون عن للحصول علي إجابات عالقة على بعد آلاف الأميال في لوس أنجلوس، تستخدم جون بشكل إبداعي أحدث التقنيات في متناول للمحاولة للعثور عليها قبل فوات الأوان، ولكن بينما تتعمق في البحث يثير تجسسها الرقمي أسئلة أكثر من الإجابات وعندما تكشف جون أسرارًا عن والدتها، اكتشفت أنها لم تكن تعرفها أبدًا على الإطلاق.

## الممثلون
- ستورم ريد بدور جون ألين[2]
- كين ليونج في دور كيفن لين، صديق جريس الجديد[3]
- نيا لونج في جريس ألين
- يواكيم دي ألميدا بدور خافيير راموس[4]
- دانيال هيني في دور إيليا
- ايمي لانديكر
- تيم جريفين
- مايكل سيغوفيا في دور الملاك
- ميغان سوري في دور فينا
- جوهانا براددي بدور الوكيل شيلبي وايت، وكيل مكتب التحقيقات الفيدرالي في يونيو الذي يبحث عن جريس ألين

## إنتاج
تم الإعلان عن تكملة مستقلة لفيلم بحث (2018) في أغسطس 2019 مع مخرج الفيلم الأصلي أنيش شاغانتي، موضحًا أن القصة لن "تتبع نفس الشخصيات أو خط الحبكة مثل الأصل"، في نوفمبر 2020 قالت المنتجة ناتالي قصبيان إن جائحة كوفيد 19 قد أجل إنتاج الفيلم تحت عنوان بحث 2، في يناير 2021 أعلن أن ميريك ونيك جونسون سيكتبون ويخرجون الفيلم في بداياتهم الإخراجية، مع مواد أدبية إضافية لميكا أريل واتسون. في الأشهر التالية انضمت ستورم ريد ونيا لفترة طويلة إلى فريق التمثيل، تم التصوير الرئيسي في الفترة من 30 مارس إلى 30 مايو 2021 في لوس أنجلوس وكاليفورنيا. في سبتمبر 2022 تم الكشف عن عنوان الفيلم مفقود مع تحديد تاريخ إصدار الفيلم في عام 2023. في نوفمبر 2022 كشف المنتج والكاتب المشارك سيف أوهانيان على موقع رديت أن الفيلم سيتم ليكون بمثابة خاتمة لأحداث هذا الفيلم بالإضافة إلى استمرار البحث.